# Cats Falck
Maureen Cathryn Harriet Falck, detta Cats (Enskede, 11 luglio 1953 – Hammerbyleden, 19 novembre 1984), è stata una giornalista svedese.
Ha lavorato per il programma tv Rapport. Nel novembre 1984 Falck stava conducendo un'inchiesta sul traffico d'armi tra Svezia ed Europa dell'Est, quando scomparve insieme con l'amica Lena Gräns. I corpi delle due donne furono ritrovati all'interno di un'auto sei mesi più tardi nel canale di Hammarby. Le cause della morte sono tuttora sconosciute ma, secondo alcune teorie, le donne sono state assassinate dagli agenti della Germania dell'Est.

## Storia
Cats Falck e l'amica Lena Gräns (nata il 22 maggio 1952) furono ritrovate il 29 maggio 1985 all'interno di un'auto rovesciata vicino al punto di ormeggio n. 310 del canale di Hammarby . Si pensa che siano morte in un incidente. Furono viste l'ultima volta in vita intorno alle 21:30 del 18 novembre 1984 mentre lasciavano il ristorante Öhrns Hörn, che da allora è stato chiuso, situato all'incrocio tra Folkungagatan e Borgmästargatan nel quartiere di Södermalm a Stoccolma.
Nel settembre 2003 sono emersi nuovi dettagli sulla vicenda per cui, secondo il reportage Berliner Zeitung, Cats Falck fu uccisa dalla Stasi, i servizi segreti della Germania dell'Est, dopo aver scoperto il traffico di armi tra la Svezia e l'ex Repubblica democratica tedesca. Falck lavorava per il programma Rapport di SVT e aveva scoperto informazioni su questo tipo di traffico, che avveniva tramite il porto di Rostock. Questo è stato considerato da molti un motivo sufficiente alla Germania dell'Est per ucciderla.
Secondo un'altra teoria Falck e la sua amica sarebbero state avvelenate in un ristorante a Stoccolma. Il veleno avrebbe paralizzato entrambe le donne, che successivamente sarebbero state caricate sull'auto di Lena Gräns. L'automobile sarebbe poi stata gettata nel canale di Hammarby a Stoccolma il 19 novembre 1984. I loro corpi furono trovati tuttavia soltanto mercoledì 29 maggio 1985, quando gli uomini dell'artiglieria costiera effettuarono delle immersioni tra Danvikstull e Hammrbyslussen. La polizia costiera, la polizia criminale e i detectives furono chiamati al punto di approdo n. 310, dove era stata fatta la scoperta. Alle ore 22:25 fu bloccato il traffico navale e alle 22:32 incominciarono le operazioni di recupero. L'auto emerse dalla superficie dell'acqua alle 23:13 e alle 23:22 fu caricata sul carro attrezzi: allora furono ritrovati due corpi sui sedili anteriori della vettura.
Un'altra ipotesi verosimile è quella secondo cui le due donne siano morte in un incidente stradale mentre Cats Falck guidava sulla banchina. Un certo numero di strane circostanze circonda la morte di Falck. La Renault 12 TL bianca targata HSG 771 nella quale lei e Lena Gräns furono ritrovate, apparteneva all'amica, ma, al momento del ritrovamento, era la Falck che sedeva al volante. Lei indossava scarpe con i tacchi alti. Durante quella sera, più presto, dei testimoni avevano visto le due donne bere una bottiglia di vino in un ristorante a Stoccolma. L'ipotesi secondo cui Cats Falck guidasse l'auto di qualcun altro nella zona del porto, che in quel periodo dell'anno è scura e poco ospitale, indossando tacchi alti e dopo aver bevuto del vino, è stata considerata dalle sue amiche del tutto impossibile.
Il 31 maggio 1985 è stata fatta l'autopsia su entrambi i corpi delle donne. Il medico capo Milan Valverius ha trovato circa un litro di liquido rosa sia nei polmoni di Cats Falck sia di Lena Gräns. L'assistente del medico Gerth Winterhagen è stato colpito da quanto fossero accuratamente legate le donne nell'auto e ha rilevato anche che, stranamente, i corpi non presentavano alcun segno di colluttazione. Avrebbero dovuto procurarsi delle ferite quando hanno cercato di uscire dalla macchina. Valverius constatò che le cause della morte non possono essere stabilite in modo chiaro, ma nulla contraddice l'ipotesi dell'annegamento.
Il funerale di Cats Falck si tenne nella cappella della Santa Croce il 14 giugno 1985. Lena Gräns fu sepolta nel cimitero di Bromma.
In un reportage televisivo è stata fatta una revisione abbastanza approfondita dell'evento con diverse interviste alla polizia svedese e tedesca e anche con ex dipendenti e dirigenti della Stasi.
I tedeschi respinsero la teoria dell'omicidio e l'investigatore della polizia svedese constatò, tra le altre cose, gravi danni ai cerchioni delle ruote. Le condizioni meteorologiche (delle strade) in quel momento sono state descritte come scivolose, elemento che è stato considerato per dimostrare che l'auto con i corpi non poteva essere scaricata. Questa fu guidata ad alta velocità contro i binari della gru a bordo del porto e poi cadde giù nell'acqua fredda. Nessuna di loro avrebbe potuto uscire.
Il reportage documentario di Sveriges Radio P1 ha svolto un'accurata revisione del caso nel programma Scoopet som försvann, mandato in onda su P1 il 6 novembre 2005. Secondo Christoph Andersson, Falck aveva esaminato l'esportazione di presse isostatiche nella Germania dell'Est e nella società controllata dalla Stasi AHB Elektronik Export-Import.
Il caso Cats Falck è stato accennato nel romanzo criminale di Christoffer Carlsson Mästare, väktare, lögnare, vän del 2015.
Nel giugno 2017 Anders Jallai ha affermato di essere stato informato da una precedente spia della Stasi che Falck fu uccisa in una vasca da bagno in un appartamento a Stoccolma.